# Nomi (Italie)
Pour les articles homonymes, voir Nomi.
Nomi est une commune italienne d'environ 1 300 habitants située dans la province autonome de Trente dans la région du Trentin-Haut-Adige dans le nord-est de l'Italie.

## Administration
| Période                                  | Période  | Identité         | Étiquette | Qualité |
| ---------------------------------------- | -------- | ---------------- | --------- | ------- |
| 9 mai 2005                               | En cours | Gianfranco Zolin |           |         |
| Les données manquantes sont à compléter. |          |                  |           |         |

### Communes limitrophes
Les communes limitrophes sont  Aldeno, Besenello, Calliano, Pomarolo et Volano.